# Сан-Антонио-да-Падова-ин-Виа-Мерулана (титулярная церковь)
Титулярная церковь Сан-Антонио-да-Падова-ин-Виа-Мерулана (лат. Titulus Sancti Antonii Patavini de Urbe) — титулярная церковь была создана Папой Иоанном XXIII 12 марта 1960 года апостольской конституцией Inter cetera. Титул принадлежит базилики Сан-Антонио-да-Падова-аль-Эсквилино, расположенной в районе Рима Эсквилино, на виа Мерулана.

## Список кардиналов-священников титулярной церкви Сан-Антонио-да-Падова-ин-Виа-Мерулана
- Пётр Тацуо Дои (31 марта 1960 — 21 февраля 1970, до смерти);
- Антониу Рибейру (5 марта 1973 — 24 марта 1998, до смерти);
- Клаудиу Хуммес, O.F.M., (21 февраля 2001 — 4 июля 2022, до смерти);
- Америку Мануэл Алвеш Агиар (30 сентября 2023 — по настоящее время).